# Señor de Sicán
El Señor de Sicán es el nombre dado a un personaje de la cultura sicán o lambayeque, heredera de la civilización moche, cuya tumba intacta fue descubierta en 1991 en la Huaca del Oro (o Huaca Loro), en el sitio arqueológico de Batán Grande, provincia de Ferreñafe, departamento de Lambayeque en la costa norte de Perú. Data de los siglos XI a XII de la era cristiana.

## Descubrimiento

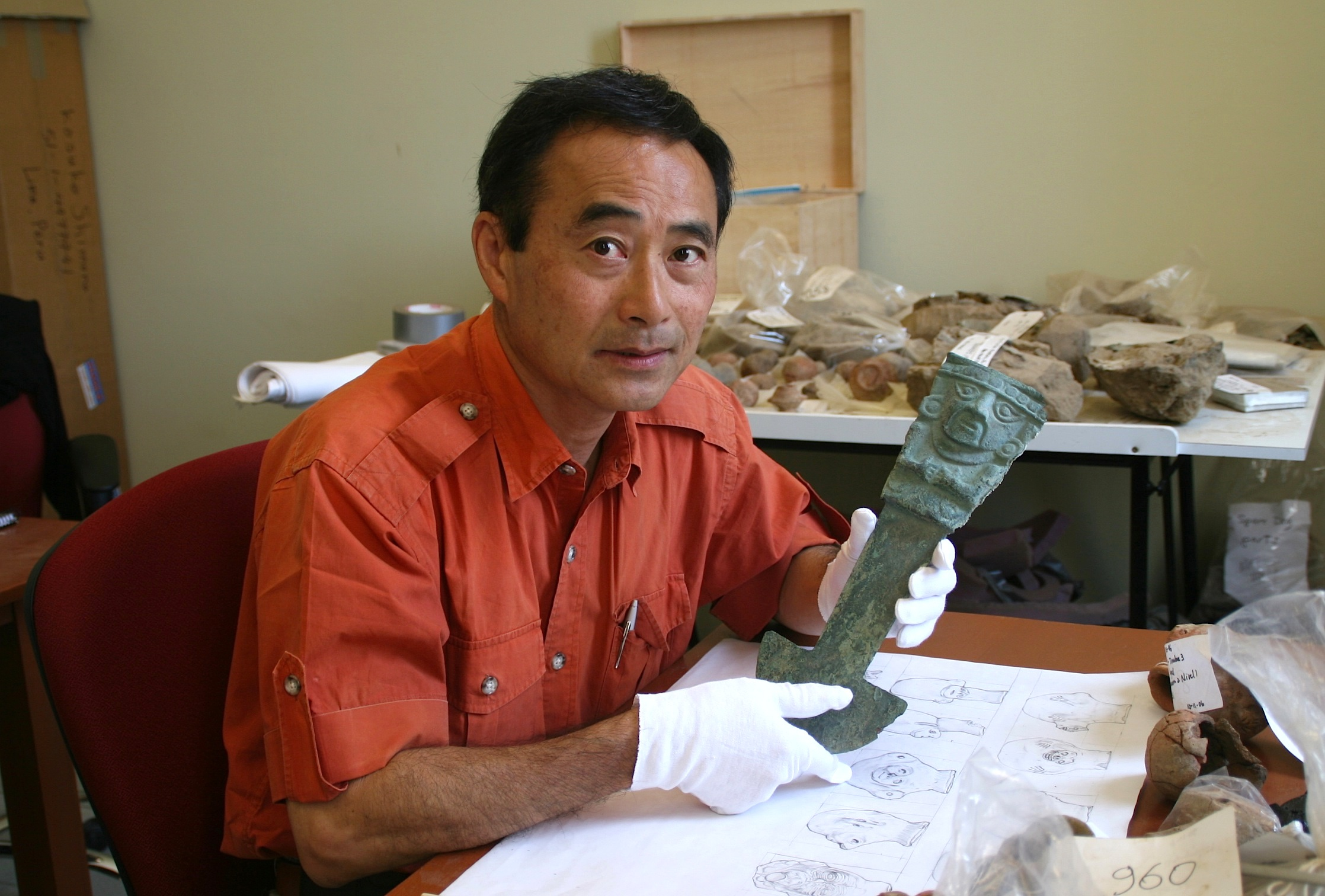
El profesor japonés Izumi Shimada, descubridor del Señor de Sicán.

Batán Grande es un complejo arqueológico ubicado a 41 km al norte de Chiclayo, integrado por los restos de varias pirámides de adobe y otras estructuras correlacionadas. Fue una zona intensamente devastada por el huaqueo, debido a la gran cantidad de objetos de oro y plata que guardaban sus tumbas. En 1978 se inició allí un proyecto arqueológico, cuyo director era el arqueólogo nipo-americano Izumi Shimada, y su codirector el peruano Carlos Elera. 
Entre octubre de 1991 y marzo de 1992, Shimada desenterró en el lado norte de la Huaca del Oro la tumba de un alto dignatario lambayeque, que estaba acompañado de un impresionante lote de piezas de orfebrería. 
En equiparación al Señor de Sipán de la cultura moche (cuya tumba fue descubierta en 1987 por Walter Alva Alva en la Huaca Rajada, también en el departamento de Lambayeque), Shimada bautizó al personaje con el nombre de Señor de Sicán, ya que Sicán era el nombre original de la zona en el idioma mochica o muchik, cuyo significado es “casa de la luna”.

## Descripción
Los restos del Señor de Sicán fueron hallados en la llamada Tumba Este. Se trata de un pozo vertical de forma cuadrada, de 3 m de lado, que alcanza los 12.5 m de profundidad. El personaje enterrado era un hombre de 40 a 45 años, de 1.60 m de altura. A su lado yacían los restos de dos mujeres jóvenes (de unos 20 años) y de dos niñas, presumiblemente sacrificadas para que les acompañaran en el más allá. 
El cuerpo del Señor de Sicán estaba cubierto de cinabrio (sulfuro de mercurio) y mostraba una extraña posición: sentado, pero en posición invertida, es decir, con las piernas hacia arriba y la cabeza hacia abajo. Estaba ataviado con una máscara funeraria de oro, orejeras y largos aretes. La tumba contenía también hermosos ejemplares de cerámica, abundantes objetos de oro, plata y bronce, una litera desarmada, así como collares de piedras semipreciosas y de diferentes tipos de conchas tropicales, originarias de las costas ecuatoriales. También se encontraron numerosos objetos pequeños de cobre arsenical (aleación de cobre con un 2% a 6% de arsénico), con una curiosa forma de naipe, cuyo fin se ignora (tal vez fueron usados como moneda).
En total, las reliquias extraídas de la tumba pesaban unos 1200 kg. Tres cuartas partes  corresponden a los objetos de metal. Aunque no es tan conocido como el Señor de Sipán (y a veces lamentablemente se confunde con él por la similitud del nombre), el Señor de Sicán yacía en una tumba igual de fastuosa que la de su par moche.

## Museo Nacional Sicán
Como resultado del Proyecto Arqueológico Sicán se erigió en la ciudad de Ferreñafe, el Museo Nacional Sicán, que cobija piezas de esta cultura, heredera de la civilización moche.